# Fort główny artyleryjski 52 „Borek”

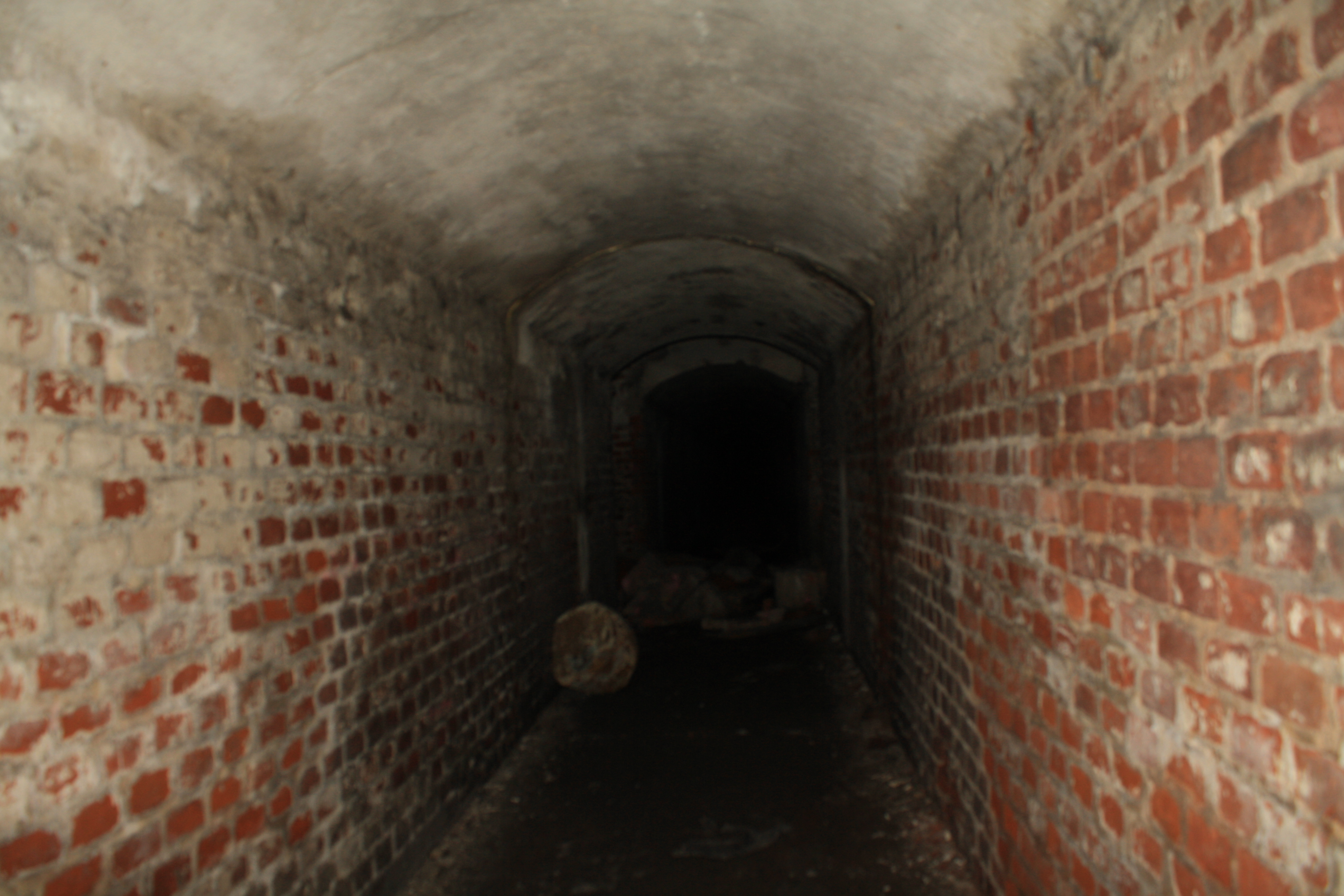
Jeden z korytarzy wewnątrz fortu

Fort 52 „Borek” – jeden z fortów Twierdzy Kraków. Powstał w latach 1885–1886, zaprojektował go najprawdopodobniej Daniel Salis-Soglio, a na jego wzór zbudowano trzy forty w Twierdzy Przemyśl. Fort 52 „Borek” zaliczał się do VIII sektora obronnego Twierdzy Kraków, obejmującego tereny między dolinami Wilgi i górnej Wisły. Jest to fort artyleryjski dwuwałowy. Wyższy wał był przeznaczony dla artylerii, a niższy – dla piechoty i lekkich dział. Kaponiery uzbrojono w mitraliezy, a następnie w karabiny maszynowe. W forcie znajduje się pierwsze w Krakowie trójpoziomowe podziemne skrzyżowanie tras do przemieszczania żołnierzy i transportu uzbrojenia.  
Zadaniem fortu było ryglowanie wylotów głównych dróg oraz bronienie traktu wiedeńskiego (obecna Zakopianka) i podejść do pierścienia fortecznego od strony Libertowa. Fort nie wziął udziału w walkach I wojny światowej.
Podczas II wojny światowej w forcie przetrzymywani byli rosyjscy i francuscy jeńcy. 26 grudnia 1944 r. na przedpolu fortu wylądował przymusowo ze schowanym podwoziem amerykański samolot bombowy Boeing B-17 Flying Fortress, który został uszkodzony podczas nalotu na rafinerię w Blechhammer (obecnie: Blachowni, części Kędzierzyna-Koźla), a jego załoga próbowała dolecieć na tereny kontrolowane przez Armię Czerwoną. Do lat 90. XX wieku mieściła się tu baza samochodowa i sprzętowa spółdzielni budowlanej. Przez kilkanaście lat był niezagospodarowany i znajdował się w złym stanie technicznym. W latach 2013–2022 przeprowadzono rewitalizację fortu, a od 30 lipca 2022 r. jest w zarządzie Centrum Kultury Podgórza oraz jest siedzibą Biblioteki Piosenki Polskiej. W miejscu, gdzie w 1944 r. wylądował amerykański bombowiec, po wojnie wyrosły drzewa. W czerwcu 2022 r. teren został zagospodarowany i udostępniony dla mieszkańców jako park.
Fort 52 Borek znajduje się między ulicami Korpala, Władysława Krygowskiego oraz ulicą Forteczną w Krakowie.